# Carlo Ripa di Meana
Carlo Ripa di Meana (Pietrasanta, 15 agosto 1929 – Roma, 2 marzo 2018) è stato un politico e ambientalista italiano.
È stato parlamentare europeo, Commissario europeo per l'Ambiente e Ministro dell'ambiente. È stato, inoltre, portavoce dei Verdi e presidente di Italia Nostra.

## Biografia
Nato dalla nobile famiglia dei marchesi di Meana, è figlio di Giulio (nato a Venezia il 22/07/1899 da Vittorio e Maria Consolata Sallier de La Tour, morto a Roma il 22/04/1968) e di Fulvia Schanzer (1901-1984), figlia del senatore e ministro giolittiano Carlo Schanzer. Ha portato i titoli nobiliari di nobile dei marchesi di Giaglione, marchese di Meana, signore di Alteretto e Losa, nobile dei signori del marchesato di Ceva.
Nel 1982 sposa Maria Elide "Marina" Punturieri, precedentemente moglie di Alessandro Lante della Rovere. Testimone di nozze è Bettino Craxi.

### Carriera politica
Di idee progressiste, dal 1953 al 1956 Ripa di Meana, per conto del PCI, dirige a Praga la rivista dell'Unione Internazionale degli Studenti, World Student News. A Praga incontra Bettino Craxi, che rappresenta l'Unione goliardica italiana nelle università.
Nel 1957 fa il libraio alla Feltrinelli a Pisa, e a Forte dei Marmi durante l'estate, fino a quando, nel 1960, Giangiacomo Feltrinelli lo chiama per l'apertura della prima sua libreria a Milano.

#### Partito Socialista Italiano

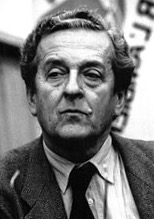
Carlo Ripa di Meana

Dal 1958 al 1960 Ripa di Meana dirige la rivista Passato e presente (Boringhieri editore), nata attorno alla figura di Antonio Giolitti, considerato il leader della corrente revisionista uscita dal PCI e confluita nella sinistra del Partito Socialista Italiano. Ripa di Meana segue lo stesso percorso, aderendo alla corrente di "Impegno socialista" ed entrando nel comitato centrale del PSI.
Nel 1963, mentre è redattore per la Rizzoli a Milano, incomincia a frequentare il Club Turati, di cui diverrà segretario. In questi anni frequenta e si lega a Gae Aulenti, Luciano Bianciardi (che gli dedica il suo capolavoro La vita agra), Camilla Cederna, Aldo Bassetti, Roberto Guiducci, Armanda Guiducci, Franco Momigliano, Bruno Pellegrino, Alessandro Pizzorno, Vico Magistretti, Guido Vergani, Lorenzo Capellini, Silvia Giacomoni, Giorgio Bocca, Marco Zanuso, Giulia Maria Crespi, Gustavo Ghidini, Lina Sotis, Paolo Grassi, Maria Teresa Spada, Meo Calzini.
Nelle elezioni regionali del 1970 in Lombardia, le prime della storia dell'Italia repubblicana, Ripa di Meana viene eletto consigliere del PSI e viene nominato presidente della commissione statuto e presidente del gruppo socialista.
Nel 1971 è tra le centinaia di firmatari della lettera aperta pubblicata sul settimanale L'Espresso sul caso di Giuseppe Pinelli, nella quale si additava Luigi Calabresi come responsabile della sua morte. Nel 2007 in una pubblica assemblea chiede "perdono alla Signora Calabresi e ai suoi figli" indicandone come conseguenza l'omicidio del Commissario.
Dal 1974 al 1979 Ripa di Meana è presidente della Biennale di Venezia, riformata dopo la contestazione studentesca. In questo periodo nel PSI si avvicina alla posizione politica del segretario Bettino Craxi, con cui intratterrà rapporti personali amicali, al punto di chiedergli di essere suo testimone di nozze nel matrimonio contratto civilmente nel 1982 con Maria Elide Punturieri, meglio nota come Marina Lante della Rovere e, poi, Marina Ripa di Meana.
Propone e realizza nel 1977, tra molte difficoltà e l'esplicita opposizione del governo sovietico, la Biennale del Dissenso.

#### Commissario europeo e ministro

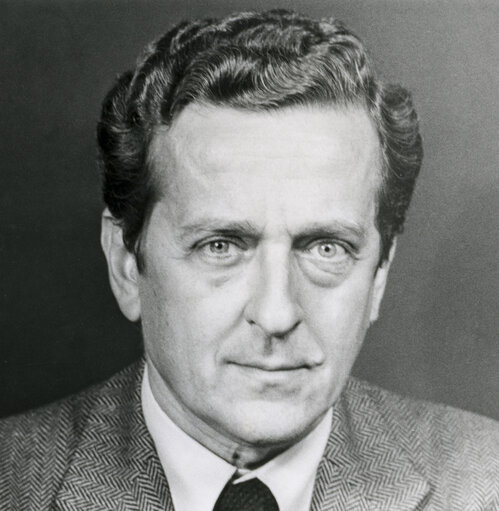
Carlo Ripa di Meana al Parlamento Europeo

Dal 1979 al 1984 Ripa di Meana è deputato socialista al Parlamento europeo, mentre dal 1985 al 1992 diviene Commissario europeo alla cultura e all'ambiente nelle Commissioni Delors I e Delors II.
Nel biennio 1992-93 è Ministro dell'ambiente nel primo governo Amato. Nominato il 28 giugno 1992, si dimette il 7 marzo 1993 dopo aver votato nel governo contro la proposta del decreto sulla depenalizzazione del reato di finanziamento illecito ai partiti (governo di Amato, Ministro della Giustizia Conso). All'epoca dell'inchiesta "mani pulite" alcuni parlarono di "colpo di spugna".

#### Leader deiVerdie diItalia Nostra
Dal 1993 al 1996 Ripa di Meana è portavoce nazionale dei Verdi, per i quali è nuovamente eletto deputato al Parlamento Europeo fino al giugno 1999. Il 2 maggio 1998 vota contro l'adozione dell'euro come moneta unica: "oggi si propone non che lo stato europeo conii la moneta, ma che la moneta conii lo stato europeo... È un gioco pericoloso".
Dal marzo 2000 al marzo 2005 è stato consigliere regionale in Umbria eletto nei Verdi Ecologisti. Fu per breve tempo presidente del Consiglio Regionale quale consigliere anziano durante le fasi di insediamento dell'assemblea.
Dal 2001 è Presidente del Comitato Nazionale del Paesaggio. Le priorità del CNP sono la lotta contro l'eolico selvaggio e la tutela dei centri storici e dei monumenti.
Dal giugno 2005 al 2007 è presidente dell'associazione nazionale ambientalista Italia Nostra minacciata da una crisi finanziaria. Dal 2007 è presidente della sezione di Roma di Italia Nostra, che nel 2008 ha promosso la campagna contro la realizzazione di un grande parcheggio sotterraneo sotto il Pincio. Per il suo impegno nella tutela del paesaggio dal giugno 2012 al maggio 2015 è Presidente Onorario dell'Associazione Italiana per la Wilderness Onlus.

### Ultimi anni e morte
Il 5 gennaio 2018 la moglie Marina muore dopo una lunga malattia. Carlo Ripa di Meana le sopravvive per poco meno di due mesi: muore a Roma nel pomeriggio del 2 marzo 2018 all'età di 88 anni.

## Famiglia e vita personale
Carlo Ripa di Meana era secondogenito di sette figli. Tra i fratelli, il primogenito Vittorio (Roma, 19 settembre 1927 - Roma, 29 dicembre 2008) fu avvocato e presidente di Capitalia, mentre Saverio è stato dirigente industriale del gruppo Buitoni e Nestlé ed in seguito presidente di Umbria Jazz. Le quattro sorelle, in ordine, sono: Orietta, assistente sociale a Rimini; Ludovica, poetessa e scrittrice, moglie di Vittorio Sermonti; Daria, architetto e moglie di Bruno Salvatici; Gabriella, psicanalista e scrittrice, moglie di Massimo Cuzzolaro.
Negli anni Settanta ebbe una relazione con una donna transessuale di nome Gianna, mentre successivamente fu legato a Gae Aulenti.
Nel 1982 sposa civilmente a Campagnano di Roma Marina Punturieri, madre dell'attrice Lucrezia Lante della Rovere. Testimoni furono Antonio Giolitti, Bettino Craxi, Alberto Moravia e Goffredo Parise.
Nel 2002 segue il matrimonio religioso a Monte Castello di Vibio, in Umbria. Nel 2010 adotta un figlio, Andrea Cardella Ripa di Meana.

## Pubblicazioni
- A visit to Viet-Nam, International Union of Students, 1956.
- Dedicato a Raymond Roussel e alle sue impressioni d'Africa, Rizzoli, 1964.
- Il Governo audiovisivo. Riforma e controriforma della radiotelevisione, con Gustavo Ghidini, Valerio Onida e Marco Sigiani, Note Politiche, 1973.
- Adieu à la terre, Lafont, 1992
- Una politica per la terra, Muzzio, 1993.
- Sorci verdi, Kaos, 1997. Il volume è fortemente polemico nei confronti dei dirigenti e degli esponenti dei Verdi.
- Cane sciolto, Kaos, 2000, autobiografia.
- L'ordine di Mosca, fermate la Biennale del dissenso, con Gabriella Mecucci, Liberal, 2007.
- Le Bufale, Maretti Editore, 2014.